# Anafi
Anafi (görög írással Ανάφη) sziget az Égei-tengerben, Görögország területén. A Kükládok szigetcsoport tagja, Szantorinitől keletre. Lakossága 2011-ben 271, 2021-ben 293 fő volt. Területe 40,370 négyzetkilométer Théra (Szantorini) szigetétől keletre fekszik. 

## Története
A sziget a mitológia szerint azért kapta az Anafi nevet, mert Apollón az argonauták számára egy rossz vihar elől való menedékként tüntette fel, íjával fényt vetett rá (vagyis a sziget neve Ἀνάφη a ἀνέφηνεν. Ha a sziget neve ebből a szóból származik, és azt jelenti, hogy „kinyilatkoztatás”, akkor Anafi összekapcsolódik Délosszal, egy olyan szigettel, amelynek neve szintén egy ógörög szóból származik, amelynek jelentése „kinyilatkoztatni”. Mások szerint a név annak köszönhető, hogy a szigeten nem léteznek kígyók: „an Ophis” („kígyók nélkül”). Kis mérete ellenére Anafi régészeti és mitológiai érdekességeket is kínál. A Panagia Kalamiotissa kolostornál egy Apollón Aegletosz istennek (görögül: Απόλλων Αιγλήτης) felajánlásként épített templom romjai találhatók. A szigetről származó feliratok némelyike  Apollón istenre úgy hivatkozik, mint gelatos (ασγέλατος, ami egyedülálló használat, egyes tudósok szerint az Aigletes 'sugárzó' szó egyik változata. Egy tudós (Burkert 1992) azonban ezt a melléknevet egy sumér gyógyító istennőhöz és Apollón fiához, Aszklépioszhoz köti. Kastelliben is találhatók romok, és a leletek nagy része, például a szobrok, ma a chorai Régészeti Múzeumban találhatók. A római korban a szigetet száműzöttek helyéül használták.
Az 1204-es negyedik keresztes hadjárat után, amikor a Kikládok a velenceiek kezébe kerültek, Anafit Naxos hercege, I. Marco Sanudo Leonardo Foscolo kapta meg, a latin uralom alatt a sziget Namfio néven volt ismert. Az 1270-es évek végén Licario és egy másik olasz renegát és Anafi szülötte, John de lo Cavo, aki Licariót követte az égei-tengeri császári admirálisként, visszaszerezte a szigetet a Bizánci Birodalom számára. 1307-ben, a bizánciak és a Velencei Köztársaság közötti szerződést követően a szigetet a naxoszi hercegek szerezték vissza, akik a bolognai származású Januli Gozzadininek adták hűbérül.
Nem sokkal később Anafi uralkodója, Crispo Vilmos (1390-1463) a Náxoszi Hercegség régense lett, Anafit pedig lánya, Florence irányítása alatt hagyta. Állítólag Vilmos építtette a mai falu feletti erődítményeket (kastro). Azt is állítják, hogy a Kalamos-hegyen épített egy erődöt, amelyet néha „Gibitroli” néven emlegetnek.

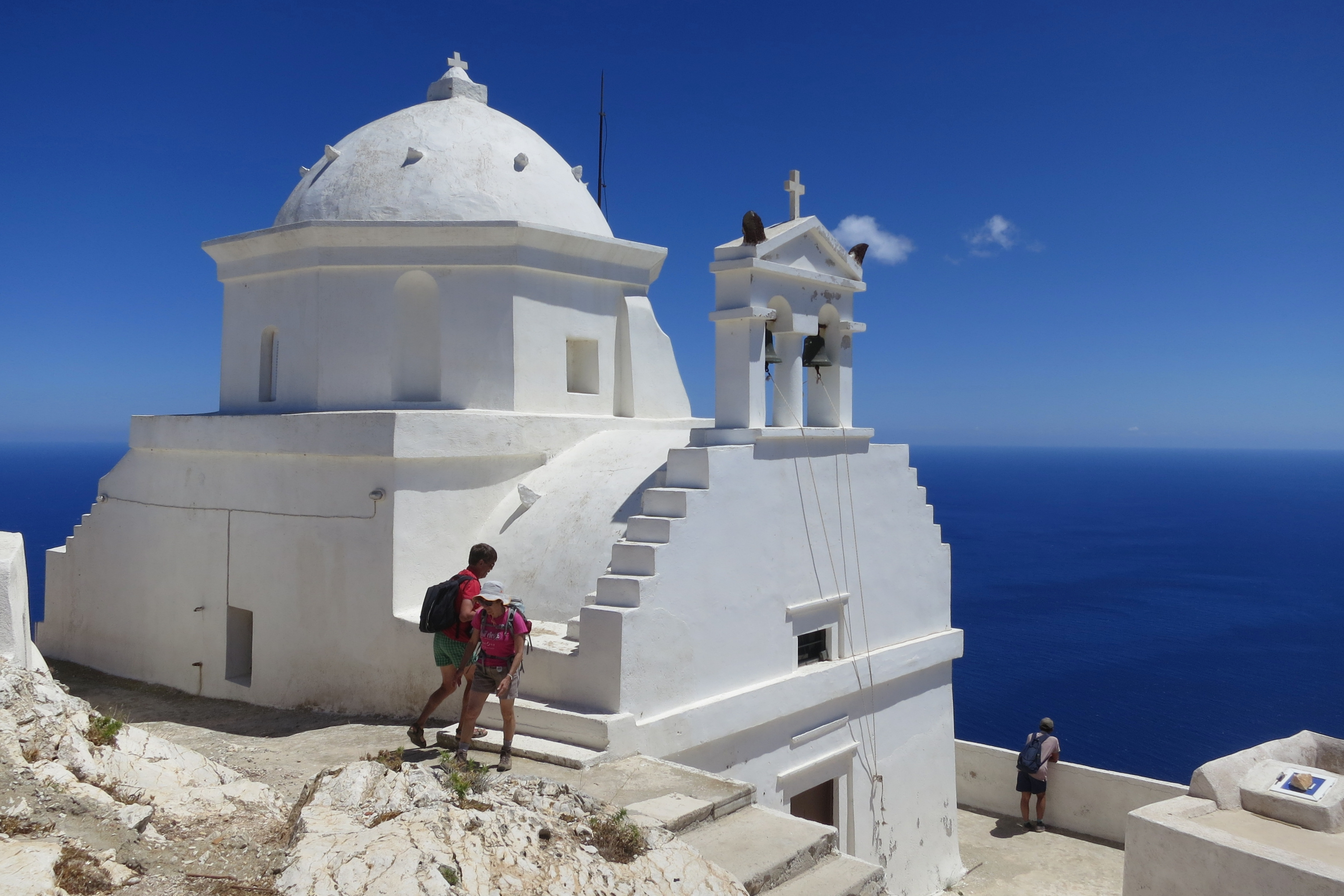
Panagia Kalamiotissa kolostor, Anafi

1481-ben a sziget egy hozomány részeként a Pisani családra szállt. A Pisaniak 1537-ig uralkodtak rajta, amikor Hajreddin Barbarossa pasa rajtaütött, és a sziget minden lakóját rabszolgaként hurcolta el. A szigetet végül újratelepítették, és 1700-ban 500 korona ellenében kiváltságokat kapott az oszmán udvartól. Ezután a szigetet nagyrészt magára hagyták, kivéve az oszmán flotta éves látogatását, hogy adót szedjen. 1700-ban Joseph Pitton de Tournefort, a francia udvar botanikusa látogatta meg a szigetet. A Kalamosz-hegyet „une des plus effroyables roches qui soit au monde” (a világ egyik legpusztítóbb sziklája) néven írja le. A sziget ókori maradványainak egy részét francia és brit régészek szerezték meg; egy Kastelliből származó hellenisztikus szobor (egy füstölőcsészét tartó nő) a szentpétervári Ermitázs Múzeumban található.
A szigetet az 1768-1774-es orosz-török háború alatt 1770-től a háború végéig az Alekszej Orlov vezette orosz flotta tartotta megszállva és használta támaszpontként. 1770-ben a görög függetlenségi háború idején az anafióták „két kajkónyi embert” küldtek a harcokba. Sok férfi hagyta el a szigetet, hogy segítsen Athénnek, Görögország fővárosának felépítésében, és ettől kezdve szezonális és állandó migráció is volt, és a városban migráns közösség nőtte ki magát. Házakat építettek maguknak az Akropolisz sziklájának lejtőin, a ma is Anafiotika néven ismert területen. James Theodore Bent 1880-1881 telén feleségével ellátogatott a szigetre, és élénk leírást adott róla.
A szigetet az 1920-as évektől kezdve bűnözők és politikai disszidensek belső száműzetésének helyszíneként használták. A turizmus a katonai junta 1974-es bukása és a telepítés után fejlődött ki.

## Népességének változása
| Település            | görög név            | 1920 | 1928 | 1940 | 1951 | 1961 | 1971 | 1981 | 1991 | 2001 | 2011 |
| -------------------- | -------------------- | ---- | ---- | ---- | ---- | ---- | ---- | ---- | ---- | ---- | ---- |
| Anafi                | Ανάφη                | 558  | 565  | 785  | 532  | 471  | 353  | 285  | 261  | 269  | 256  |
| Klisidi              | Κλησίδι              |      |      |      |      |      |      | -    | -    | 02   | 012  |
| Ormos Agiou Nikolaou | Όρμος Αγίου Νικολάου |      |      |      |      |      |      | 7    | -    | 02   | 03   |
| Összesen             | Összesen             | 559  | 565  | 785  | 532  | 471  | 353  | 292  | 261  | 273  | 271  |

## Fordítás
Ez a szócikk részben vagy egészben  az   Anafi című angol Wikipédia-szócikk fordításán alapul.  Az eredeti cikk szerkesztőit annak laptörténete sorolja fel. Ez a jelzés csupán a megfogalmazás eredetét és a szerzői jogokat jelzi, nem szolgál a cikkben szereplő információk forrásmegjelöléseként.